# Åke Hermanson
Åke Hermanson (* 16. Juni 1923 in Mollösund; † 8. August 1996 in Stockholm) war ein schwedischer Komponist.

## Karriere
Hermanson begann seine musikalische Ausbildung 1945 bei Knut Bäck und Herman Asplöf. Er studierte in Stockholm Orgel bei Alf Lindner und Henry Linderoth und war von 1949 bis 1952 Kompositionsschüler von Hilding Rosenberg. Von 1967 bis 1969 war er Vorstandsmitglied, dann bis 1971 Vorsitzender des Schwedischen Komponistenverbandes (Föreningen Svenska Tonsättare, FST). 1973 wurde er Mitglied der Königlich Schwedischen Musikakademie.
Das kompositorische Werk Hermansons umfasst Sinfonien und andere Orchesterwerke, Kammermusik und Vokalmusik. Unter anderem wurde er mit einem Ehrenpreis der Internationalen Gesellschaft für Neue Musik (1964), dem Christ-Johnson-Preis (1970), dem Nordiska rådets prisen für Musik (1982) und der königlichen Medaille Litteris et Artibus (1984) ausgezeichnet.

## Werke
- En slottssaga : 8 tvåstämmiga pianominiatyrer för barn (1951)
- Preludium och fuga (1951/1965)
- Lyrisk metamorfos (1954–1957)
- Invoco (1958–1960)
- A due voci (1958)
- Suoni d’un flauto (1961)
- Stadier (1961)
- In nuce per grande orchestra (1962–1963)
- Bohuslänsk klagovisa (Nenia Bahusiensis) (1963)
- Symfoni nr 1 (1964–1967)
- Appell I–IV (1968–1969)
- Alarme (1969)
- In sono (1970)
- Ultima (1971–1972)
- Symfoni nr 2 (1973–1975)
- Ars lineae (1976)
- Mässa för måsar (1976)
- Flauto d’inverno (1976)
- Utopia (1977–1978)
- Flauto del sole (1978)
- Symfoni nr 3 (1980)
- La strada (1980)
- Symfoni nr 4 (Oceanus) (1981–1984)
- Somliga stränder (1982)
- Quartetto d’archi no 2 (1982–1983)
- Nature theme (1983)
- Inscrit för piano (1984)
- Rockall : Urtidsversion i nutid (1984)
- Hymn till Saltö (1985)